# Part & Fragment
Part & Fragment ist das zweite Studioalbum der Augsburger Post-Rock-Band Dear John Letter. Es wurde am 15. Oktober 2010 veröffentlicht.

## Stil und Rezeption
Die Übergänge zwischen den Stücken sind teilweise fließend, so geht etwa „You Remain Unshakeably Calm“ unmittelbar in „The Looking Glass“ über. Erstmals greift das Quintett vermehrt auf vergleichsweise kurze Stücke zurück, etwa das einminütige „The Silver Ring of the Bell“ oder das ungefähr doppelt so lange „That's the Way the Cookie Crambles“.
Auch stilistisch unterscheidet sich Part & Fragment von den vorherigen Veröffentlichungen. Der auf dem Debüt-EP und dem Vorgängeralbum zelebrierte Post-Rock wechselt sich auf Part & Fragment mit Zitaten aus Artrock und Psychedelic Rock ab, so etwa ein längeres Gitarrensolo in „House of Leaves“; als Einflüsse werden neben Amplifier mitunter Pink Floyd und Led Zeppelin genannt; so schreibt etwa Mario Karl auf musikansich.de:

„Das hier ist moderner Artrock auf ziemlich hohem Niveau. Hier perlen im Hintergrund feine Synthie-Flächen aus den Boxen, kreisen einfallsreiche Gitarren um den fein vor sich hin wabernden Bass, der vom abwechslungsreichen und sehr dynamischen Schlagzeugspiel vorangetrieben wird.“

Auch das Musikmagazin eclipsed findet lobende Worte und hebt insbesondere das letzte Stück „Kandi“ hervor:

„Beginnt die Band das zehnminütige Stück noch mit der ihr eigenen Verträumtheit, so steigert sie sich schon bald in einen leuchtenden Fiebertraum hinein und lässt in der Mitte die Kirchenglocken läuten, um sich gegen Ende mit einer Progrock-Dampfwalze auszutoben.“

## Titelliste
1. You Remain Unshakeably Calm (7:37)
2. The Looking Glass (7:01)
3. Silent Sirens (9:19)
4. Of Grandeur (6:03)
5. That's the Way the Cookie Crumbles (2:03)
6. You Can't Hear Yourself Think (4:45)
7. Crux (3:59)
8. House of Leaves (7:30)
9. The Silver Ring of the Bell (1:00)
10. Kandi (10:07)

## Trivia
- „That's the Way the Cookie Crumbles“ („Und so zerbröselt der Keks nun mal“) ist ein Zitat aus der Komödie Bruce Allmächtig.
- Außerdem aus "Schirm, Charme und Melone", Folge "Die fehlende Stunde", Staffel 4, Folge 9, 27. November 1965,  gesagt und übersetzt von Emma Peel als "Id quomodo saxum crustulum".